# Llista d'antics municipis del País Valencià
Aquesta és la llista dels pobles del País Valencià que van ser municipis i que, per absorció, incorporació o agrupació, han desaparegut com a municipis independents des de l'any 1800.

## Alacantí
- el Palamó, incorporat a Alacant el 1932.
- Penya-serrada, incorporat a Mutxamel el 1846, s'havia segregat de Mutxamel en 1789.
- la Sarga, incorporat a Xixona a inicis del segle xix, s'havia segregat d'aquest mateix municipi durant el segle xviii.

## Alt Millars
- Campos d'Arenós, incorporat a Montanejos el 1974 a causa de la construcció del pantà d'Arenós, s'havia segregat de la Pobla d'Arenós en 1842.

## Alt Palància
- Canals de Begís (o Canales), incorporat a Sacanyet a finals del segle xix, s'havia segregat de Begís en 1842.
- Càrrica (o Penyalba) i Torques (o Villatorcas), incorporats a Sogorb.
- Novaliches, incorporat a Xèrica a mitjan segle xix.

## Baix Maestrat
- Bel, incorporat a Rossell el 1972.
- el Bellestar, el Boixar,  Coratxà i Fredes s'integren al municipi de la Pobla de Benifassà el 1977, del qual el Bellestar n'és una entitat local menor. Al seu torn, Coratxà i Fredes s'havien segregat del Boixar a mitjan segle xix.

## Baix Segura
- Molins, incorporat a Oriola.
- la Pobla de Rocamora, incorporat a Daia Nova el 1974.

## Baix Vinalopó
- Sant Felip Neri, incorporat a Crevillent el 1884.

## Camp de Morvedre
- Benicalaf, incorporat a Benavites el 1856.
- Beselga, incorporat a Estivella en el segle xix.
- els Llogarets, aparegut a inicis del segle xix en fusionar-se els municipis de els Frares, la Garrofera i Santa Coloma de Quart, i desaparegut després que els Frares i la Garrofera foren incorporats a Benifairó de les Valls el 1845 i Santa Coloma de Quart a Faura el 1848.
- Rubau incorporat a Faura el 1845.
- la Vila de la Unió, aparegut el 1884 en fusionar-se els municipis de Benifairó de les Valls i Faura i desaparegut el 1906 en tornar a adquirir l'autonomia municipal els dos pobles esmentats.

## Comtat
- el Poblenou de Sant Rafael, incorporat a Cocentaina.
- Turballos, incorporat a Setla de Nunyes el 1845, municipi que posteriorment va ser incorporat a Muro d'Alcoi.

## Costera
- Alboi, incorporat al Genovés el 1845.
- Rotglà i Corberà, fusionats el 1854 per a formar el municipi de Rotglà i Corberà.
- Sorió, la Torre d'en Lloris i Annauir, incorporats a Xàtiva els anys 1845, 1857 i 1883 respectivament.
- la Torre de Cerdà, incorporat a Aiacor el 1856, municipi que posteriorment va ser incorporat a Canals el 1879.
- Torrent de Fenollet, incorporat a Llanera de Ranes el 1838.

## Horta
- Vistabella, incorporat a Picanya el 1851.
- Patraix (1870), Beniferri (1872), Russafa (1877) i Benimaclet (1878), incorporats en els anys 70 del segle xix a València
- Benimàmet (1882), els Orriols (1882) i Borbotó (1888), incorporats en els anys 80 del segle xix a València
- Mauella (1891), Campanar (1897), Vilanova del Grau (1897), el Poble Nou de la Mar (1897), Carpesa (1898) i Massarrojos (1898), incorporats en els anys 90 del segle xix a València
- Benifaraig, incorporat l'any 1900 a València

## Marina Alta
- Forna, incorporat a l'Atzúvia el 1910.
- la Llosa de Camacho (o la Llosa d'Olocaive), incorporat a Alcalalí el 1876. Avui n'és una entitat local menor.
- Miraflor i Setla i Mira-rosa s'agrupen el 1971 per a formar el municipi de Setla, Mira-rosa i Miraflor, que posteriorment (1991) s'ha anomenat els Poblets.

## Plana Baixa
- Artesa d'Onda, incorporat a Onda.
- Mascarell, incorporat a Nules a la segona meitat del segle xix.
- Veo, incorporat a l'Alcúdia de Veo.

## Plana d'Utiel
- Las Casas y Los Corrales, aparegut el 1848 després de segregar-se d'Utiel, va desaparéixer el 1851 incorporat de nou a Utiel.
- Vegalibre (San Antonio), aparegut el 1937 després de segregar-se de Requena, va desaparéixer el 1939 incorporat de nou a Requena.

## Ports
- Saranyana, incorporat a la Todolella a inicis del segle xix.
- Xiva de Morella i Hortells, incorporats a Morella el 1976.

## Racó d'Ademús
- Torre Alta, incorporat a Torre Baixa el 1841.

## Ribera Alta
- Berfull i Tossalnou, incorporats a Rafelguaraf el 1846 i el 1870 respectivament.
- Faldeta, L'Abat i La Torreta de Manuel, incorporats tots tres, a Manuel el 1836.
- Montortal, incorporat a L'Alcúdia el 1842.
- el Pujol, incorporat a Benimuslem el 1857.
- Sanç, incorporat a l'Ènova al segle xix.

## Safor
- Benipeixcar i Beniopa, incorporats a Gandia el 1965.

## Vall d'Albaida
- L'Aljorf, incorporat a Albaida el 1888.